# Nature morte au profil de Laval
Nature morte au profil de Laval est une peinture à l'huile de Paul Gauguin. Le tableau représente une table avec des fruits et une sculpture en céramique, le tout regardé par l'artiste Charles Laval.